# Arius nudidens
Arius nudidens är en fiskart som beskrevs av Weber, 1913. Arius nudidens ingår i släktet Arius och familjen Ariidae. Inga underarter finns listade i Catalogue of Life.